# Ahmet Berman
Ahmet Berman, surnommé Kambur Ahmet (né en 1932 à Istanbul Turquie et mort en 1980), est un joueur international de football turc.

## Biographie
Il a connu trois clubs durant sa carrière, le Fatih Karagümrük SK, puis le Beşiktaş JK et enfin le Galatasaray SK.
Il a en tout joué 29 matchs en sélection avec l'équipe de Turquie de football, dont deux en tant que capitaine, et est connu pour avoir fait partie de l'effectif des 22 joueurs turcs de Sandro Puppo ayant participé à la coupe du monde 1954.